# Алексеевская дивизия

## История создания и деятельность
10—12 февраля 1918 года были собраны три пешие сотни, состоящие из донских партизанских отрядов есаула В. М. Чернецова и сотника Грекова («Белого дьявола»), сражавшихся под Новочеркасском, и добровольцев — ростовских студентов и гимназистов. Все они были включены в состав Партизанского полка.

### Кубанские походы
Боевое крещение полк принял 3 марта 1918 года под станцией Выселки. В этом бою партизаны потеряли почти 1/3 своего состава (более 80 человек, из них 33 убитыми). При штурме Екатеринодара, в ночь с 29 на 30 марта 1918 года партизаны Б. И. Казановича (накануне Казанович был ранен, но остался в строю) силами 250 бойцов вошли в город, но, не поддержанные соседями, были вынуждены отступить.
Партизаны приняли участие в освобождении от большевиков Задонья. В двадцатых числах апреля 1918 года бригада Богаевского (Партизанский и Корниловский полки) разгромили крупную группировку красных в районе слободы Гуляй-Борисовка.
Во втором Кубанском походе (июнь 1918 года) Партизанский пехотный полк вошёл в состав 2-й дивизии генерала Боровского. Полк принял полковник П. К. Писарев. Под его командованием в августе — сентябре 1918 года партизаны участвовали в боях под Ставрополем.

### Шефство
25 сентября 1918 года по ст. ст. скончался создатель Добровольческой армии, генерал от инфантерии М. В. Алексеев. В память о своём вожде Партизанский пехотный полк приказом от 26 сентября получил почётное шефство и стала именоваться Партизанским генерала Алексеева пехотным полком. (В Добровольческой армии существовали также Алексеевская артбригада, получившая шефство 6 декабря 1918 года, Отдельная инженерная генерала Алексеева рота, 1-й Конный генерала Алексеева полк — шефство 14 февраля 1919 года. Все эти части в просторечии назывались алексеевцами. Кроме того, имя генерала Алексеева носил лёгкий бронепоезд 1-го бронепоездного дивизиона и линкор Белого Черноморского флота).

### 1919
В январе — апреле 1919 года полк участвовал в боях за Донбасс.
Во время боёв в Орловской губернии партизаны приняли в строй часть отряда крестьян-повстанцев Ливенского уезда. Мобилизации в запасной батальон полка проводились в Харьковской, Курской и Тульской губерниях. Эти мероприятия позволили развернуть алексеевскую бригаду в дивизию, на очереди было формирование 3-го полка. Но этот проект остался неосуществлённым из-за больших потерь в ходе наступления на Москву и слабой боевой и моральной устойчивости мобилизованных.
В июле-октябре 1919 года в составе 1-го армейского корпуса ВСЮР генерала А. П. Кутепова во время Орловско-Кромской операции 1-й партизанский алексеевский полк (2-й алексеевский находился в резерве в г. Щигры) силами в 1000 штыков при 32 пулемётах 4-5 октября, выбив 3-ю стрелковую дивизию красных, освободил город Новосиль Тульской губернии. До столицы оставалось не более 250 вёрст.

### 1920
Закрепившись под Батайском, алексеевцы 7 февраля 1920 года приняли участие в штурме Ростова-на-Дону.
14 марта 1920 года с последним транспортом алексеевцы покинули Новороссийск.
В первых числах апреля полк участвовал в десантной операции на Азовском побережье. Высадившись в районе Кирилловки, алексеевцы силами 640 человек при двух орудиях прошли с боями по тылам красных и освободили Геническ. Город, однако, удержать не удалось. Для ликвидации десанта противник бросил в бой части 46-й стрелковой дивизии и Мелитопольского гарнизона и, создав подавляющее преимущество, почти полностью его уничтожил. Несмотря на поражение, алексеевцы сумели оттянуть на себя большое количество противника с фронта, что позволило 2-му корпусу генерала Я. А. Слащева овладеть Чонгарским полуостровом.
По возвращении в Керчь остатки алексеевцев были влиты в состав 52-го Виленского полка, переименованного в 52-й Виленский генерала Алексеева полк (приказ № 3016 от 16 апреля 1920 г.; Виленский пехотный полк был создан в 1811 г. и возрождён в 1920 г.).
В августе 1920 года Алексеевский полк восстановлен и вместе с Алексеевским артдивизионом в составе Сводной пехотной дивизии (также в дивизии: Кубанский стрелковый полк, Кубанское Алексеевское военное училище, Юнкерская школа генерала Корнилова, Константиновское военное училище, начальник дивизии — генерал Б. И. Казанович) участвует в десанте генерала Улагая на Кубань. Высадившись у станицы Приморско-Ахтарской, алексеевцы сразу вступают в бой, прикрывая высадку основных сил десанта.
Продвигаясь к Екатеринодару, полк освободил станицу Тимашёвскую, до города оставалось 40 вёрст. В ходе десанта Алексеевский полк сменил 4-х командиров (полковник Бузун ранен, полковник Шклейник и капитан Рачевский убиты, командование принял полковник Логвинов), несмотря на тяжёлые потери алексеевцы взяли пленных (до 1000 чел.), которые сразу ставились в строй. При эвакуации десанта в посёлке Ачуево полк прикрывал посадку на корабли. За этот бой алексеевцев капитан Осипенко был награждён орденом Св. Николая Чудотворца. По прибытии обратно в Керчь был произведён смотр полка.
После месячного отдыха полк принял участие в Заднепровской операции в районе Каховки. Состоящий большей частью из захваченных на Кубани пленных, полк оказался небоеспособен. Солдаты сдавались в плен и перебегали обратно к красным, так что, возвратившись обратно за Днепр, полк насчитывал не более роты.
После эвакуации Русской армии из Крыма в Галлиполи из уцелевших алексеевцев, а также из частей 6-й дивизий, Сводно-Гвардейского полка и частей 13 и 34 пд, приказом от 4/17 ноября 1920 г. был сформирован Алексеевский полк, просуществовавший как отдельная войсковая часть до 1922 года. Приказом по РОВС от 22 декабря 1939 г. для всех алексеевцев был утверждён памятный знак.

## Форма

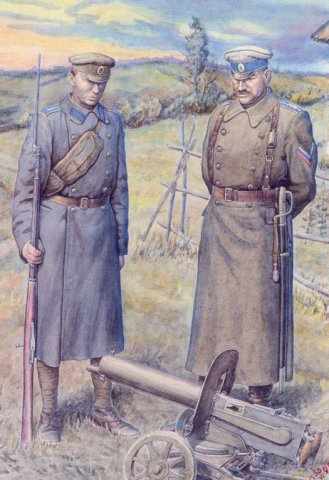
Алексеевцы.

Полковыми цветами алексеевцев стали синий и белый — символы молодости и чистоты. «Молодой» состав стал традиционным для партизан-алексеевцев: последнему командиру полка (1919—20 годы)  П. Г. Бузуну не было и 30 лет, а под его началом воевал 14-летний доброволец Борис Павлов.
В середине апреля 1918 года после боя за село Гуляй-Борисовку, во время Пасхальных праздников, партизаны впервые надели свои синие с белым кантом погоны, сшитые для них женщинами села. Впоследствии они стали носить фуражки с белой тульёй и синим околышем.
У офицеров чаще всего были синие погоны с белыми выпушками и просветами, однако встречались и серебряные галунные погоны с синими выпушками. Чёрную гимнастёрку надевали не часто. Она имела на планке, клапанах нагрудных карманов и обшлагах белую выпушку. С 1919 года алексеевцы носили британское обмундирование, обувь и снаряжение.
Офицеры и другие чины 1-го Конного генерала Алексеева полка уже с 1918 года носили фуражку с белой тульёй (с красной выпушкой) и красным околышем (с двумя белыми выпушками) — то есть как у Кавалергардского и Лейб-гвардии Конного полков бывшей Российской Императорской Гвардии. Офицеры имели красные погоны с такими же просветами, серебряным галуном и белой выпушкой; рядовые и унтер-офицеры — красные погоны с белой выпушкой.

## Командующие и структура
- генерал-майор Африкан Богаевский (12.02.1918 — 17.03.1918);
- генерального штаба генерал-майор Борис Казанович (с 17 марта 1918 по май 1918);
- полковник Пётр Писарев (с 5.1918 по 11.1918);
- генерал-майор Николай Третьяков;
- генерал-майор Михаил Звягин (11.19-07.20);
- полковник Пётр Бузун (1919-20);
- врио полковник Владимир Шкленник (убит 08.1920, Кубань)
- врио капитан Рачевский (убит 08.1920, Кубань)
- врио полковник Логвинов

начальник штаба: полковник В. К. Шевченко (с 30.11.1919)
- первый адъютант: войсковой старшина Владимир Дьяков (ум. 15.09.1985 г., г. Альби, деп. Верхние Гароны, Франция, похоронен там же)

1-й партизанский генерала Алексеева пехотный полк
- помощник командира: полковник Скороход-Левченко (в октябре 1920 г. захвачен красными).

2-й Партизанский генерала Алексеева пехотный полк сформирован в октябре 1919 года.
Командир: полковник князь Анатолий Гагарин
Алексеевский артиллерийская бригада (дивизион)
- Сформирована 15 октября 1919 года на базе 2-й батареи 2-го лёгкого артиллерийского дивизиона.
- Командир: полковник Ростислав Пименов (с 10.11.1919)

1-я генерала Алексеева (с 6.12.1918) батарея и 2-я генерала Алексеева батарея (награждена Николаевскими серебряными трубами)
- командир: полковник Александр Балковский